# Trilogy: Conflict, Climax, Resolution
Trilogy: Conflict, Climax, Resolution – czwarty album studyjny hip-hopowej grupy Souls of Mischief wydany 24 października 2000 przez wytwórnię płytową Hieroglyphics Imperium Recordings.

## Lista utworów
1. „Intro”
2. „Trilogy”
3. „Interrogation”
4. „Last Night”
5. „Save the Babies (Conflict)”
6. „Bad Business”
7. „Danglin'”
8. „Mama Knows Best”
9. „Medication”
10. „That Ain't Life (Climax)”
11. „4th Floor Freaks”
12. „Acupuncture”
13. „Fucked...”
14. „Soundscience”
15. „Supdoder (What's the Re?)”
16. „Airborne Ranger”
17. „Phoenix Rising (Resolution)”
18. „Enemy Mind”